# Överstträsket
Överstträsket är ett träsk i Finland.   Det ligger i landskapet Österbotten, i den sydvästra delen av landet, 290 km nordväst om huvudstaden Helsingfors.